# الدوري السلوفيني لكرة القدم 1954–55
الدوري السلوفيني لكرة القدم 1954–55 هو موسم من الدوري السلوفيني لكرة القدم ‏. فاز فيه NK Rudar Trbovlje ‏.